# فنس

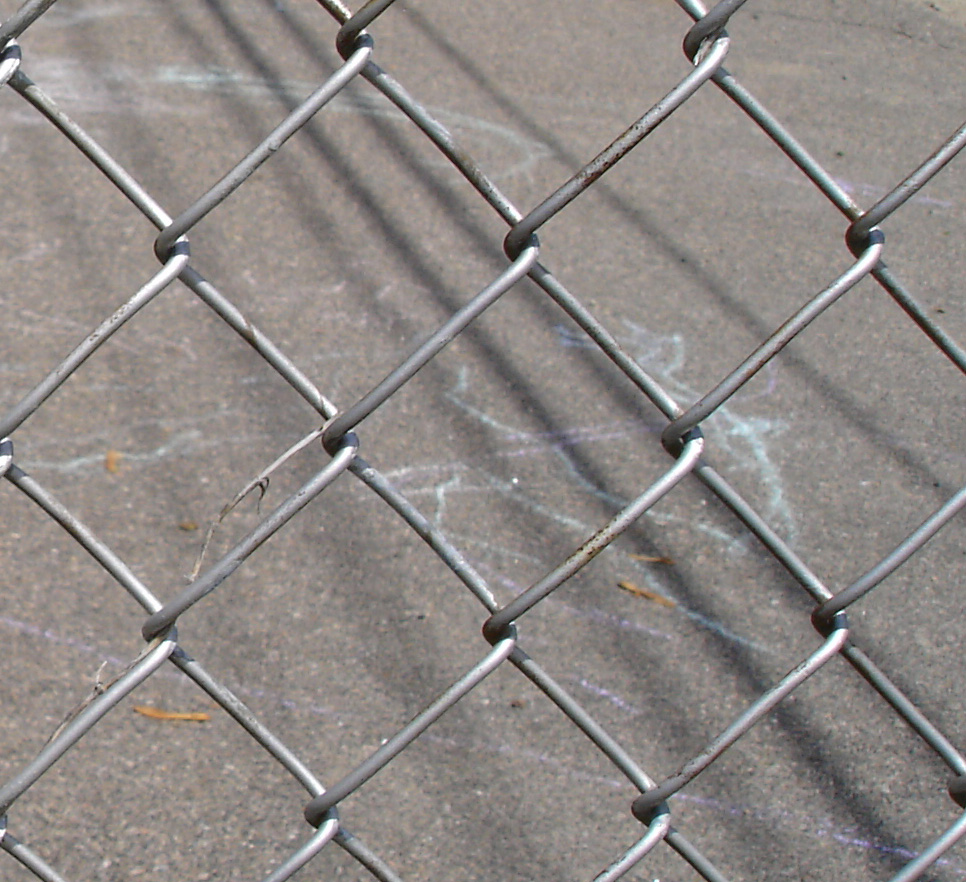
حصار توری

فِنس (به انگلیسی: Fence) که به اشتباه فَنس هم تلفظ می‌شود و به آن حصار توری هم گفته می‌شود، یک نوع از حصار است که از سیم‌های فلزی به‌صورت یک توریِ فلزیِ بافته‌شده ساخته می‌شود که بیشترین کاربرد آن در حصارکشی زمین‌ها و خانه‌ها است. جنس فنس معمولاً از سیم‌های فولادی با روکش گالوانیزه یا پلی اتیلن می‌باشد؛ البته گاهی نیز فنس‌هایی از جنس چوب درخت بامبو می‌سازند که بیشتر جنبهٔ تزئینی دارد.
از فنس به‌طور گسترده در آمریکای شمالی برای حصارکشی منازل و ساختمان‌ها هم استفاده می‌شود به‌دلیل ارزان‌بودن، حمل و نقل آسان، قابلیت جابه‌جایی و به‌کارگیری دوباره در یک مکان دیگر، و از همه مهم‌تر مسدود نکردن نور و منظره، و همچنین با حصارکشی توسط توری حصاری به جای دیوارکشی، این امکان وجود دارد زمانی که دیگر نیازی به توری حصاری نبود، با فروش آن، قسمتی از هزینه‌های انجام‌شده برای حصارکشی جبران شود، مزیتی که در دیوارکشی وجود ندارد.

## روش تولید فنس
توری حصاری یا فنس به وسیله ی بافته شدن مفتول فلزی در قطرهای مختلف و همچنین چشمه های مختلف تولید می شود. در انتخاب فنس توری پارامترهایی مانند عرض حصار ، قطر مفتول و اندازه چشمه باید مشخص باشد. فنس توری جز حصارهای مدرن در صنایع مفتولی شناخته می‌شود.

## انواع فنس
فنس توری می‌تواند از مواد اولیه متفاوتی ساخته شود اما پرکاربردترین و رایج‌ترین انواع آن این چند دسته هستند که هرکدام کاربردها و ویژگی‌های خاص خودشان را دارند:
1. فنس مفتول سیاه
2. توری فنس گالوانیزه
3. توری فنس گالوانیزه با روکش پی وی سی
4. فنس توری پلاستیکی

### فنس مفتول سیاه
همانطور که می دانید توری حصاری نیز از مفتول سیاه تولید می شود، این مفتول ها از کلاف به اصطلاح پخته تشکیل می شوند، مقاومت بالای این محصول نسبت به دیگر توری ها باعث شده که مشتریان خرید فنس را بر دیگر محصولات ترجیح دهند و از آن در مناطقی که دارای آب و هوای گرم و خشک و نوع گالوانیزه آن را در هوای مرطوب استفاده کنند. طول عمر فنس توری مفتول سیاه در حدود ۲۰ سال تخمین زده شده است، از طرف دیگر نمونه گالوانیزه آن بیش از 30 سال برآورد شده است.

### توری فنس گالوانیزه گرم
وجود گالوانیزه گرم به صورت یک لایه پوششی بر روی مفتول سیاه باعث می شود تا طول عمر آن زیاد شود، این گالوانیزه که از نوع گرم است مقاوم بودن آن موجب می‌شود که دربرابر زنگ زدگی و خوردگی مقابله کند، در واقع گالوانیزه شدن آن است که در کیفیت و ماندگاری این نوع توری نقش دارد. البته در برخی از صنایع گالوانیزه سرد نیز مورد استفاده قرار می گیرد اما گالوانیزه گرم مقاومت و استحکام چندبرابری در برابر رطوبت و گرما دارد به همین دلیل خریداران آن نیز بیشتر از نمونه دیگر است.

### فنس گالوانیزه گرم با روکشپی وی سی(pvc)
این نوع فنس، نوعی پلاستیک با استحکام است که دارای ویژگی‌های بالایی از جمله مقاومت در برابر رطوبت، ضد زنگ زدگی و طراحی زیبا می‌باشد و در مناطقی که دارای آب و هوای مرطوب است کاربرد دارد. معمولا برای باغاتی که در مناطق جنگلی و رطوبت دار است استفاده می شود، pvc بودن این محصول سبب می شود تا مقاومت کافی برای مقابله با رطوبت را داشته باشد.
این نوع فنس، نوعی پلاستیک با استحکام است که دارای ویژگی‌های بالایی از جمله مقاومت در برابر رطوبت، ضد زنگ زدگی و طراحی زیبا می‌باشد و در مناطقی که دارای آب و هوای مرطوب است کاربرد دارد.

#### ویژگی های فنس گالوانیزه گرم
1. مقاومت فوق‌العاده در برابر خوردگی: سیم‌های گالوانیزه مجهز به یک پوشش روی هستند که به عنوان یک حاجز بین فولاد و عوامل محیطی خارجی عمل می‌کند. این پوشش از فولاد در برابر تماس با مواد خورنده، مانند رطوبت و مواد شیمیایی، محافظت می‌کند، مقاومت بالایی در برابر خوردگی ایجاد می‌کند و از آن برای کاربردهایی که در آنها خطر خوردگی وجود دارد، استفاده می‌شود.
2. دوام و استحکام بالا: علاوه بر مقاومت در برابر خوردگی، سیم‌های گالوانیزه به دلیل دوام و استحکام بالایی که ارائه می‌دهند، شهرت یافته‌اند. فرآیند گالوانیزاسیون نه تنها سیم را در برابر خوردگی محافظت می‌کند، بلکه ساختار فولاد را نیز تقویت می‌کند، ایجاد سطحی قوی و انعطاف پذیر که می‌تواند در برابر فشار، وزن و شرایط محیطی سخت مقاومت کند.
3. قابلیت استفاده گسترده: سیم‌های گالوانیزه با توجه به مقاومت و دوام بالایی که ارائه می‌دهند، برای مجموعه وسیعی از کاربردها مناسب هستند. از ساخت و ساز گرفته تا کشاورزی، ساخت کابل، تولید طناب و موارد دیگر، این سیم‌ها به دلیل توانایی‌های فنی و فیزیکی خود، انتخابی ایده‌آل برای بسیاری از صنایع هستند.

## پایه فنس
پایه فنس نوعی لوله فلزی است که با روکش گالوانیزه (فلز روی) پوشانده شده است تا در مقابل شرایط جوی مقاوم باشد. این پایه‌ها معمولاً برای نگه‌داشتن توری‌هایی مانند توری حصاری، توری گابیون و حتی سیم خاردار استفاده می‌شوند. استحکام بالای انواع پایه فنس باعث شده تا از آنها در پروژه‌های امنیتی و حفاظتی استفاده شود.
روکش گالوانیزه به عنوان یک لایه محافظ، از زنگ‌زدگی و خوردگی پایه فنس جلوگیری می‌کند. این ویژگی موجب می‌شود تا پایه‌های فنس، در محیط‌های مرطوب دوام بسیار خوبی از خود نشان دهند. همچنین تا مدت‌ها بدون نیاز به تعمیر یا تعویض، عملکرد خوبی را از خود ارائه می‌دهند.

### کاربردهای انواع پایه فنس
پایه فنس‌ها عمدتاً در محل‌هایی استفاده می‌شوند که به حفاظت و کنترل دسترسی نیاز است. برخی از کاربردهای متداول انواع پایه فنس موارد زیر هستند:
- حصارکشی زمین‌های کشاورزی و باغ‌ها
- تأمین امنیت در اماکن نظامی و دولتی
- استفاده در اطراف ورزشگاه‌ها و مراکز ورزشی
- استفاده در فرودگاه‌ها و مناطق حساس صنعتی

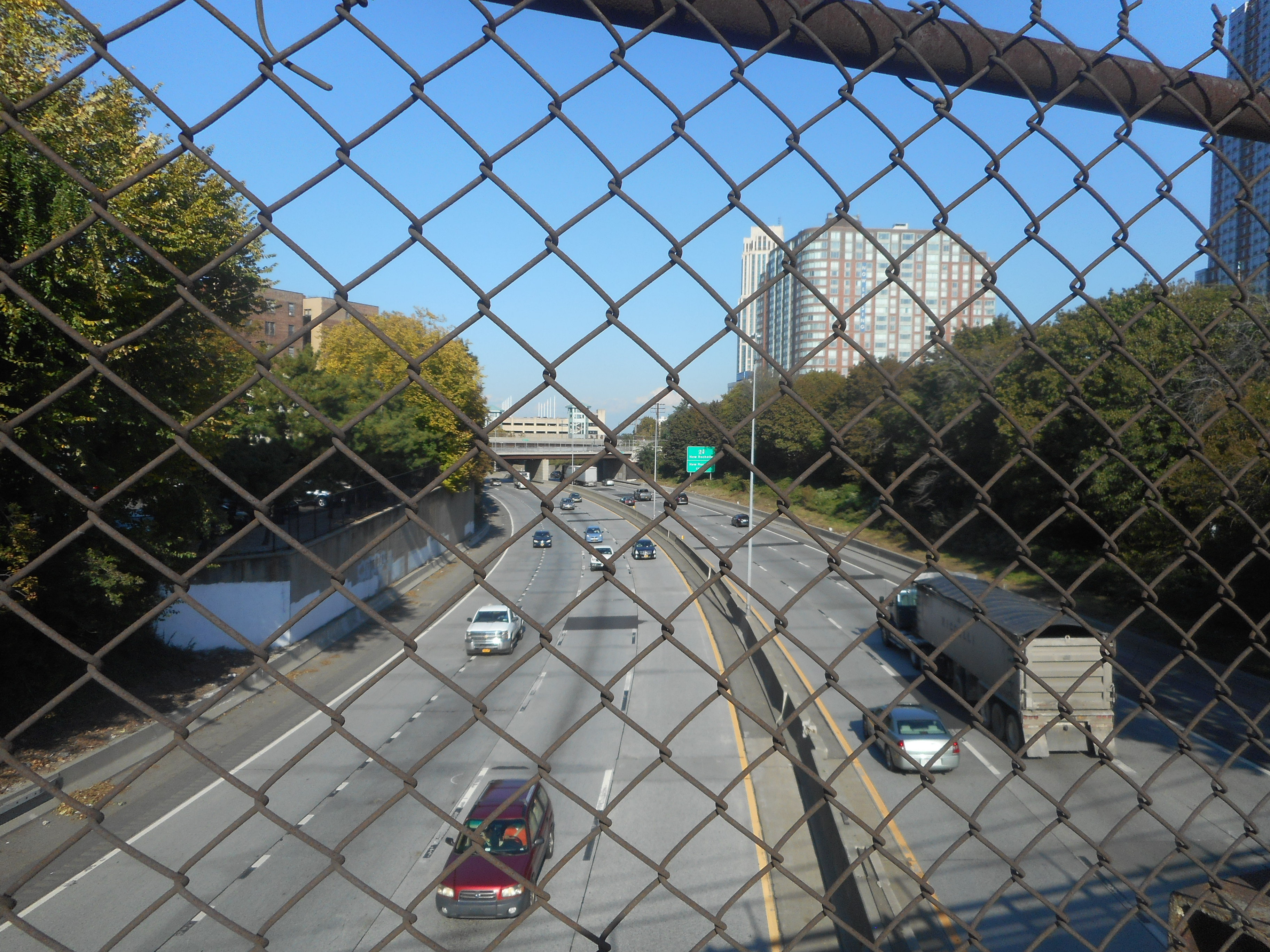
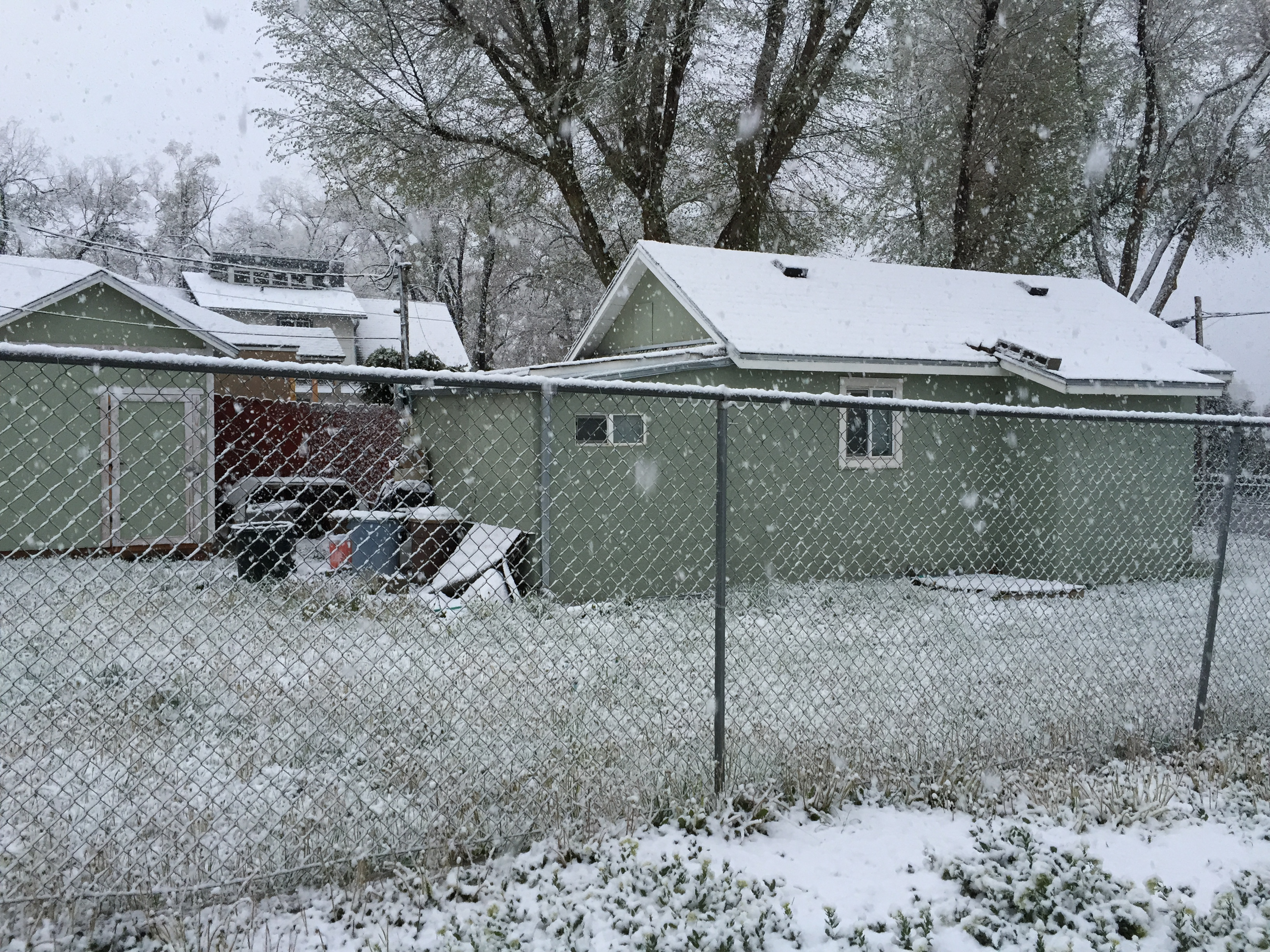
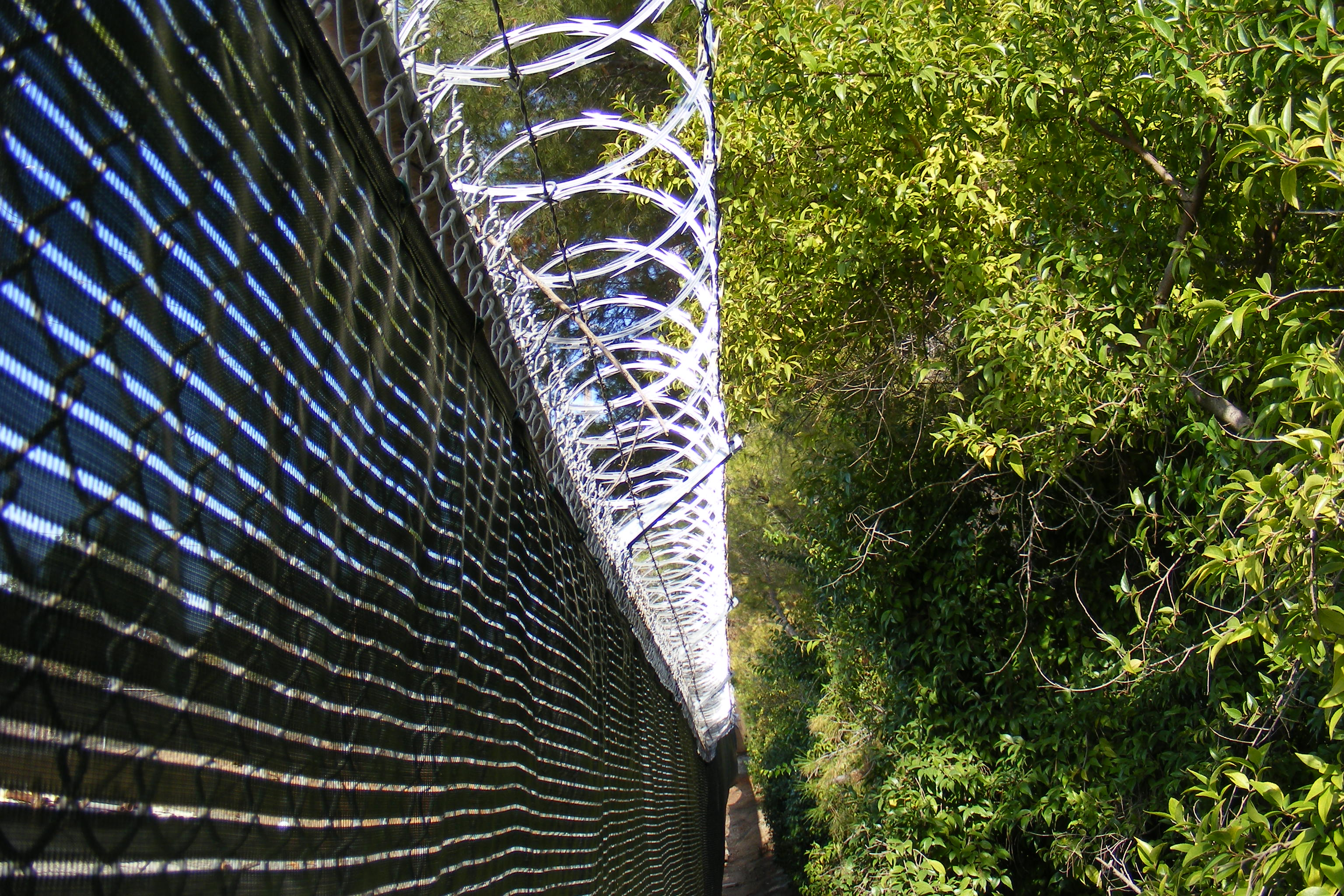
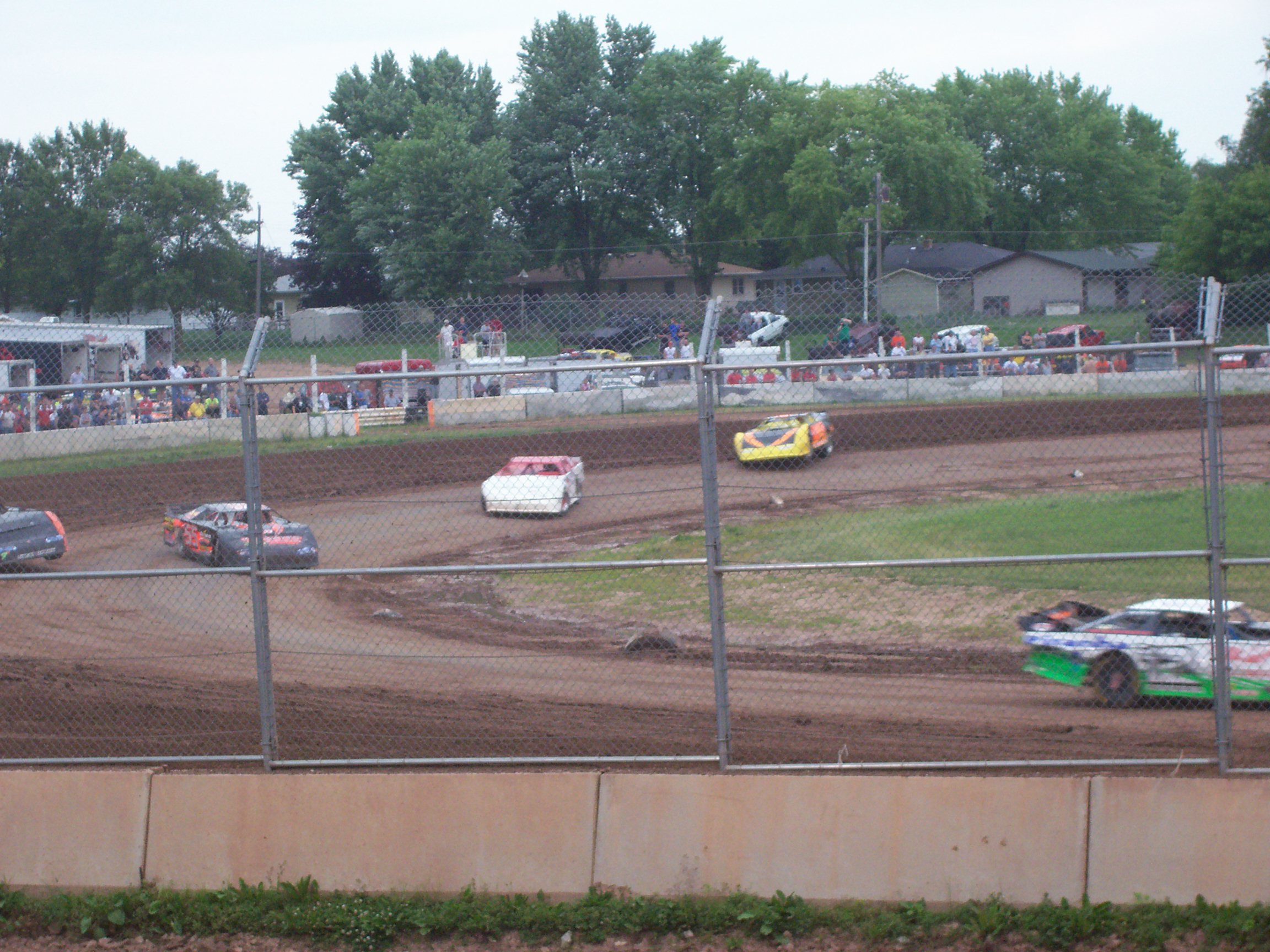